# Kamienka (rejon worotyński)
Kamienka (ros. Каменка) – wieś (sieło) w Rosji, w obwodzie niżnonowogrodzkim, w rejonie worotyńskim. W 2010 liczyła 469 mieszkańców.